# Лушпинський Антін-Володимир Леонтійович

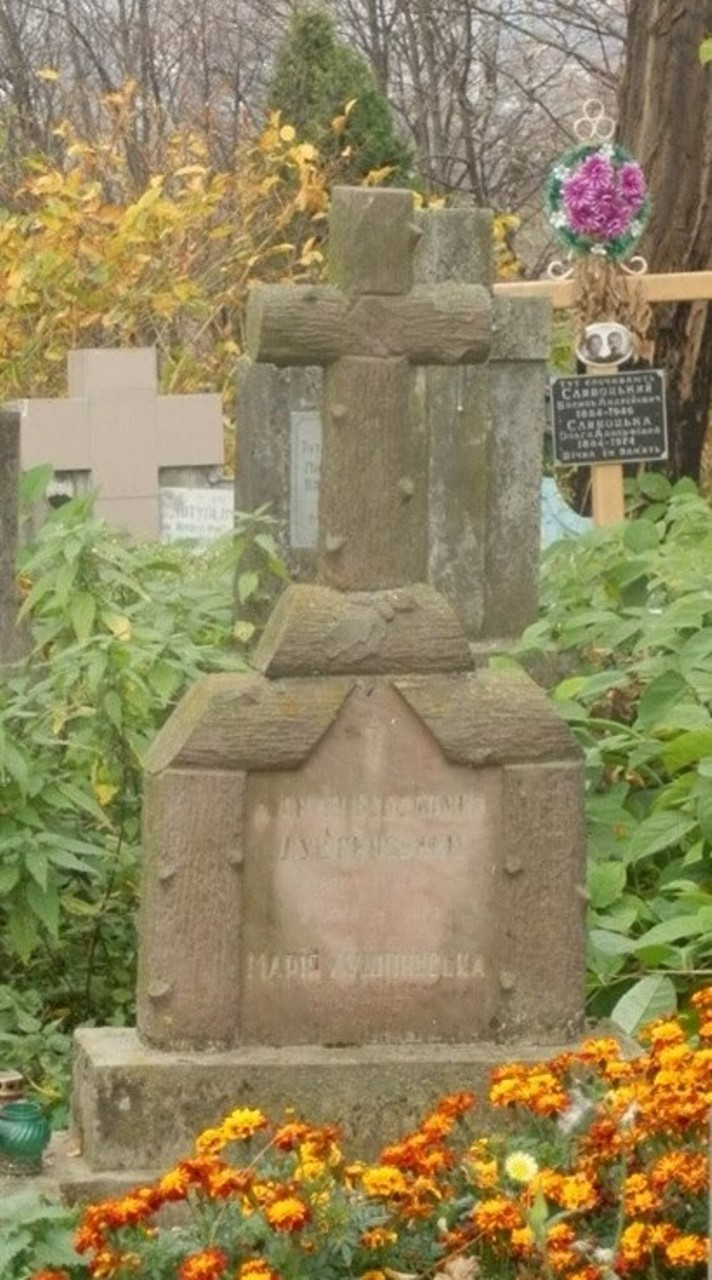
Могила о. Антіна-Володимира Лушпинського

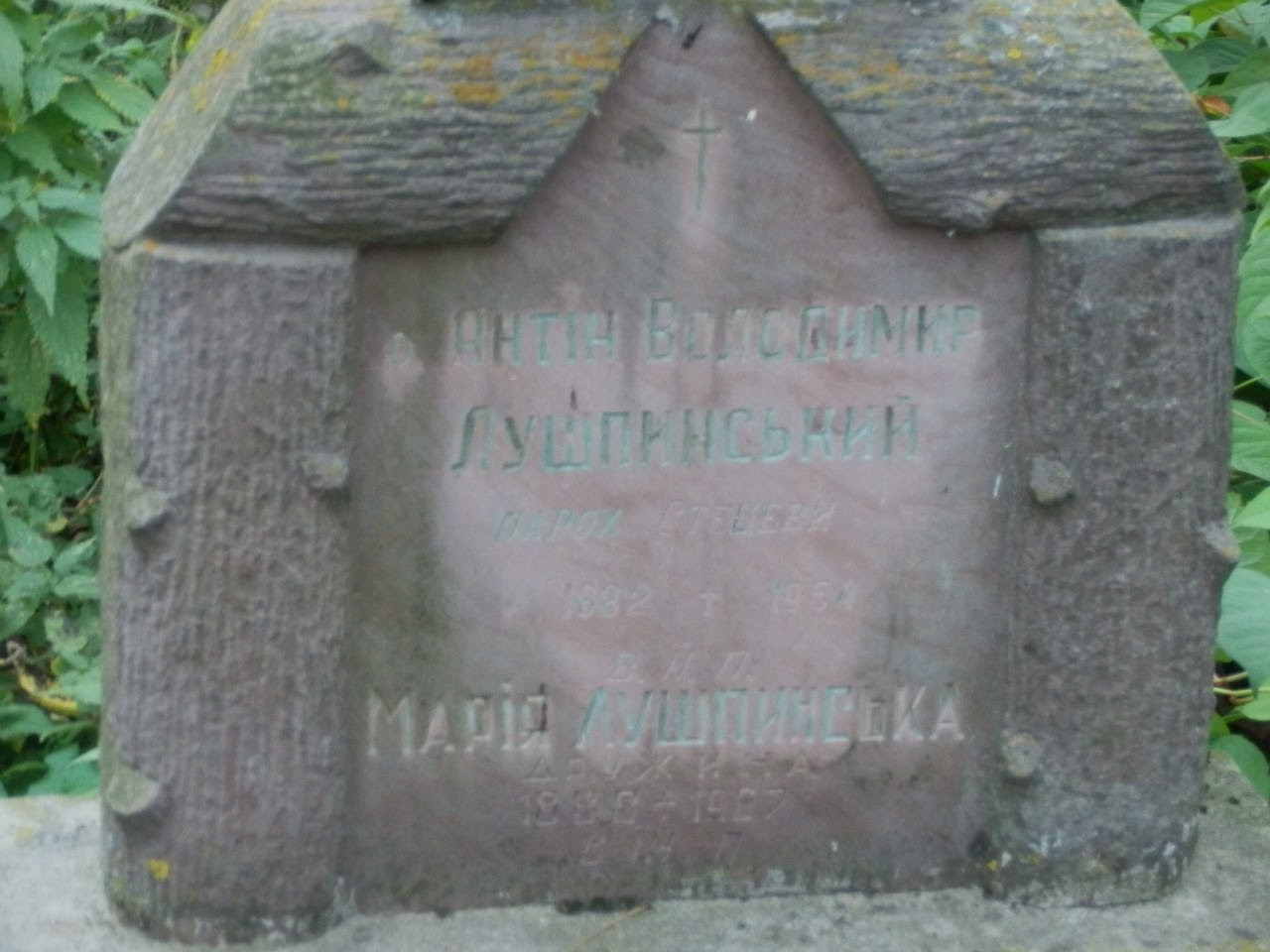
Напис на могилі о. Антіна-Володимира Лушпинського

о. Антін-Володимир Лушпинський,(13 липня 1882, Пилипче —1964, Калуш) — український греко-католицький священник, громадський діяч, капелан УГА.

## Життєпис
Народився 13 липня 1882 року в багатодітній сім'ї греко-католицького священника о. Леонтія Лушпинського (1844—1911) та Леонтини з Денищаків у с. Пилипчому Борщівського повіту коронного краю Королівство Галичини і Володимирії, Австро-Угорської імперії(нині с. Борщівського району Тернопільської області). У 1886 році сім'я переїжджає у с. Трибухівці, де батько очолив місцеву парафію.
Ймовірно, у вересні 1896 року розпочав, одночасно зі своїм братом Іларіоном, навчання у 1 класі Бучацької цісарсько-королівської гімназії. Точно відомо, що протягом 1899/1900 навчального року був учнем 4 класу цієї гімназії. Іспит зрілости склав одночасно зі своїм братом у 1904 році. Духовну освіту отримав протягом 1905—1909 років у Львівській духовній семінарії. Висвячений у священники 13 грудня 1908 року Станиславівським єпископом Григорієм Хомишиним.
Учасник національно-визвольних змагань. Капелан австрійської армії. 22 січня 1919 року Консисторія у м. Станиславові розглянула прохання Вищого духовного польового уряду УГА про надання священникові «мандату на курата» в УГА.
Інтернований польською владою у 1919 році .
У серпні 1926 році поряд з іншими священниками проводив обряд похорону сина о. Йосифа Проця (1878—1968) — Констянтина. Отець Йосип Проць (1878—?) — член Станиславівської єпископської консисторії, викладач релігії у Вищій реальній школі м. Снятина та Снятинській державній гімназії.
27 квітня 1927 року був присутній на похороні Марка Черемшини у Снятині..
7 листопада 1930 року у с. Стецева була проведена пацифікація. Ревізій зазнали читальня, будинок кооперативи, а також приватна оселя пароха Лушпинського..
9 грудня 1936 року проводив обряд похорону в с. Русові письменника Василя Стефаника. Емігрантська газета наводить факт нібито о. Антін-Володимир був його старим приятелем. Те, що були особисто знайомі та протягом тривалого часу мали можливість бачитись підтверджує кілька фактів. З 1921 року Антін-Володимир вже був переведений на Снятинщину в с. Стецева. Відстань у 6 кілометрів між насоленими пунктами, де мешкали останні, мабуть не перешкоджала зустрічам цих двох представників галицької інтелігенції. Також протягом року, з весни 1928 по весну 1929 року, Антін-Володимир був парохом в с. Русові, де мешкав Стефаник. Правдоподібно, що парох був частим гостем у родинному обійсті, відомого на той час галицького письменника. З цих даних можна чітко визначити, що протягом пятнадцяти років Антін-Володимир мав можливість спілкуватися з відомим галицьким письменником.
Від 1939 року й протягом останніх 25 років життя священника дані про нього відсутні.
Помер 1964 році у м. Калуші. Похований разом з дружиною.

### Служіння
- 20 грудня 1908 — 31 жовтня 1909 — приватний сотрудник у с. Трибухівці Бучацького деканату (у цей час парохом у селі був його батько о. Леонтій Лушпинський).
- 1 листопада 1909 — 31 жовтня 1913 — приватний сотрудник у с. Іванків (мешкав у с. Мушкатівці) Кудринецького деканату.
- 1 листопада 1911 — 15 вересня 1915 — системізований сотрудник у м. Снятин.
- 15 вересня 1915 — 1 липня 1918 — заступник катехита при виділових школах в Снятині.
- травень[11].
- 1 липня 1918 — 11 листопада 1918 — капелан у австрійській армії.
- 1 листопада 1918 — 18 лютого 1921 — адміністратор парохії с. Дарахів Теребовлянського деканату. Під час польсько-української війни 1918—1919 років — капелан в УГА.
- 18 лютого 1921 — 1939 — парох с. Стецева Снятинського деканату.
- 1 березня 1928 — 14 травня 1929 — експозит у с. Русові.

## Сім'я
Народився 13 липня 1882 року у багатодітній сім'ї греко-католицького священника Леонтія Лушпинського (1844—1911, Трибухівці) та Леонтини Платонівни з Денищаків (1844—1920, Трибухівці). У сім'ї крім Антіна-Володимира було ще семеро дітей:
- Іван (18 травня 1872 — 6 червня 1943)), священник, у 1922—1938 роках парох у с. Товстеньке[12].
- Олена (1873–?), дружина о. Мар'яна Крушельницького, пароха в Старій Ягільниці на Чортківщині.
- Марія (1875—?), дружина пароха о. Володимира Билинкевича, з яким взяла шлюб 8 жовтня 1901 року у Трибухівцях. Подружжя мешкало у с. Залісся (Чортківський район)Залісся]] на Чортківщині, де о. Володимир був парохом.
- Анна, дружина пароха Степана Чеховського.
- Платон (27 червня 1880, Пилипче — 15 серпня 1952, Львів) — український літературознавець, шевченкознавець, педагог, професор Львівської академічної гімназії, Таємного українського університету у Львові, дійсний член НТШ.
- Іларіон(28 вересня 1884, Пилипче біля Борщева — 1962, Трибухівці біля Бучача) — греко-католицький священник, громадський діяч, капелан УГА.
- Ольга (27 квітня 1887, Трибухівці — 14 березня 1961, Львів), похована з братом Платоном на Личаківському цвинтарі.

Дружиною о. Антіна-Володимира була Марія Мелешкевич (28 грудня 1888, с. Вікно—19?7, Калуш). Марія була дочкою о. Томи Мелешкевича(1853-?), пароха в с. Вікно Скалатського деканату та Ольги Пісцінровської. Крім Марії у сім'ї було ще двоє дітей:
- Наталія (28 вересня 1878—25 березня 1968), що вийшла заміж за о. Степана Мохнацького (1876—1955), пароха Тернополя, який 1926 року одержав звання почесного крилошанина Митрополичої Консисторії.
- Володимир (27 червня 1896—?).

Про освіту Марії відомо лише те що вона навчалася в Українському інституті для дівчат у Перемишлі. У подружжя було троє дітей:
- Мирон (1910—3 травня 1968, Нью-Йорк). Точно відомо, що протягом 1925/1926 навчального року був учнем 7 класу, а 1927 року завершив навчання у Станиславівській українській гімназії. У 1930-х роках адвокат в Снятині. У січні 1942 року переніс свою канцелярію на вул. Театральну, 48 у Коломиї[14]. Під час німецької окупації автор дописів у газеті «Воля Покуття». Дружина — Ярослава Герасимовича-Яросевича (21 липня 1910, с. Лука, Буковина — 24 вересня 1995, Нью-Йорк)[15]. Закінчила Ягеллонський університет у Кракові. Відомо, що у 1937 році працювала вчителькою руханки в гімназії у м. Коломиї. 12–20 вересня 1943 брала участь в конференції учителів народних шкіл Коломийської округи, що проходив у Коломиї. Авторка доповіді «Тіловиховання в школі»[16]. З наближення фронту сім'я покинула своє стале місце проживання. Відомо, що на лютий 1946 року Ярослава перебувала у таборі переміщених осіб УНРРА в м. Швайнфурт.[17] Згодом мігрувала до США. Пластунка, член СУА, Українського Музею в Нью-Йорку та Українського Музею-Архіву у Клівленді. Працювала медичним мікробіологом.
- Тома-Роман (1911—06.01.1968). Протягом 1923—1931 років навчався у Станиславівській українській гімназії. Дипломований інженер-хімік.

Мирон з дружиною і Тома-Роман мешкали в Нью-Йорку в Ріго-Парк в боро Квінз. Поховані на цвинтарі Сайпресс Хілс у боро Квінз у Нью-Йорку.
- Іларіон (?—1969) з дружиною Рут мешкали у Німеччині.